# Омар Ягхі
Омар Ягхі (англ. Omar M. Yaghi; нар. 9 лютого 1965, Амман, Йорданія) — американський хімік-органік йорданського походження. Праці в основному присвячені металоорганічній хімії.

## Визнання
- 1998: Премія з металорганічної хімії (англ. Solid State Chemistry Award)
- 2004: Медаль Сакконі
- 2007: Медаль науково-дослідного товариства
- 2007: Newcomb Cleveland Prize[en]
- 2009: American Chemical Society Chemistry of Materials Award
- 2010: Премія сторіччя
- 2010: Thomson Reuters Citation Laureates[8]
- 2015: Міжнародна премія короля Фейсала
- 2015: Премія Мустафи[en][9].
- 2016: TÜBA Academy Prize
- 2017: Spiers Memorial Award
- 2017: Премія Альберта Ейнштейна
- 2017: BBVA Foundation Frontiers of Knowledge Awards
- 2018: Премія Вольфа з хімії